# Manfred Meurer (Geograph)
Manfred Meurer (* 22. Mai 1947 in Aachen; † 3. November 2012) war Professor für Geographie und Geoökologie am Karlsruher Institut für Technologie.

## Wissenschaftlicher Werdegang
Meurer studierte Geographie und Biologie an der RWTH Aachen und promovierte und habilitierte sich in Gießen mit einer hochgebirgsökologischen und weideökologischen Arbeit. Von 1988 bis 1992 hatte er die Professur für Physische Geographie und Geoökologie an der katholischen Universität Eichstätt inne. Seit 1992 war Meurer Ordinarius an der Universität Karlsruhe und leitete dort bis 2009 das Institut für Geographie und Geoökologie.
Manfred Meurers Schwerpunkte lagen in der Weide- und Feuerökologie sowie der Stadtökologie. Weiterhin galt Meurer als Tunesienexperte.

## Akademische Schüler und Weggefährten von Manfred Meurer
Als akademischer Schüler von Manfred Meurer gilt unter anderem der Geograph und Geoökologe Tillmann Buttschardt, zu seinen akademischen Weggefährten zählen die Geographen und Geoökologen Eckhard Jedicke und Hans-Niklaus Müller.

## Schriften (Auswahl)

### Monographien
- Geo- und weideökologische Untersuchungen im Mogod-Bergland Nordwest-Tunesiens unter besonderer Berücksichtigung der kleinbäuerlichen Ziegenhaltung. (= Erdwissenschaftliche Forschung im Auftrag der Kommission für Erdwissenschaftliche Forschung der Akademie der Wissenschaft und Literatur Mainz. XXIX). Franz Steiner Verlag, Stuttgart 1993, ISBN 3-515-05637-8.

### Buchbeiträge
- mit Ludwig Nutz: Brand und Beweidung als landschaftsmodifizierende Ökofaktoren im östlichen Mediterranraum – das Fallbeispiel Naxos. In: T. Schmitt (Hrsg.): Themen, Trends und Thesen der Stadt- und Landschaftsökologie. Festschrift für Hans-Jürgen Klink. (= Bochumer Geographische Arbeiten. Sonderhefte. Band 14). Geographisches Institut der Ruhr-Universität Bochum, Bochum 2003, ISBN 3-925143-34-3, S. 110–116.

### Zeitschriftenaufsätze
- Effects of shrub utilization on the vegetation cover in the Tunesian Mogod Mountains and suggestions for ecological suitable improvement measures. In: Natural Resources and Development. 28, Institut für Wissenschaftliche Zusammenarbeit, Tübingen 1988, S. 108–125.